# Marcel Alessandri
Marcel Jean Marie Alessandri (* 23. Juli 1895 in Boulogne-sur-Mer; † 23. Dezember 1968 in Paris) war ein französischer General. Er diente in beiden Weltkriegen und im Indochinakrieg.

## Leben
Alessandri  trat 1914 in die Militärschule Saint-Cyr ein. Am Ende des Ersten Weltkriegs hatte er den Rang eines Hauptmanns inne. 1930 begann er eine Generalstabsausbildung. 1939 wurde Alessandri nach Französisch-Indochina abkommandiert. Alessandri verblieb als Offizier der Vichy-treuen Kolonialtruppen in der unter japanischen Einfluss geratenden Kolonie. 1943 wurde Alesandri zum General befördert. Nach der vollen Machtübernahme der Japaner 1945 versuchte Alessandri mit 6.000 Soldaten in Dien Bien Phu im Nordwesten Tonkins eine Widerstandsbasis aufzubauen. Unter dem Druck der Japaner musste er jedoch seine Truppen 1.000 Kilometer nach China evakuieren was ihm erfolgreich gelang. Er und seine Soldaten wurden für den Rest des Krieges von den Kuomintang interniert.
Während des Indochinakriegs führte Alessandri eine relativ erfolgreiche Pazifizierungskampagne im Delta des Roten Flusses durch. Nach der französischen Niederlage an der RC 4 wurde Alessandri 1950 aus Indochina abberufen. 1952 kehrte er als militärischer Berater für die Administration Bao Dais ins Land zurück. 1955 wurde Alessandri in den Ruhestand versetzt.